# TV Rey de Occidente
TV Rey de Occidente, S.A. de C.V. es una empresa mexicana de TV por Cable en el mercado del triple play fundada en el año 1995, que está presente en el occidente del país de México, y abarca el sur del estado de Jalisco, el Centro-Occidente del estado de Michoacán y el estado de Querétaro. Su señal es mayormente Análoga (91 canales) y Digital (5 canales), los cuales son versiones digitales de NatGeo, MaxPrime, TLNovelas, Telemundo.

## ilox Telecomunicaciones
Es la rama empresarial del grupo TV Rey, cuenta con enlaces FTTP en diversos estados de México así como también acuerdos con múltiples empresas para la interconexión backbone.